# Nixxes Software
Nixxes Software BV — нідерландська приватна компанія з обмеженою відповідальністю (нід. Besloten vennootschap met beperkte aansprakelijkheid, BV), розробник відеоігор, дочірня компанія Sony. Компанія розташована в Утрехті й в основному спеціалізується на портуванні відеоігор на додаткові платформи. У минулому компанія в основному працювала від імені видавця Eidos Interactive і його майбутньої материнської компанії Square Enix.

## Історія
Компанія була заснована в 1999 році Юр'єном Кацманом (нід. Jurjen Katsman) і спочатку складалася з однієї людини. Назва компанії є відсиланням на прізвисько «NiX», використовуване Кацманом на демосцені. Раніше Кацман працював у британському видавництві Eidos Interactive, яке відправило його в США в 1998 році в свою дочірню компанію Crystal Dynamics, щоб стежити за процесом розробки технологій. Однак через кілька місяців Кацман вирішує повернутися в Нідерланди. Crystal Dynamics пізніше просить його зайнятися портуванням Legacy of Kain: Soul Reaver на ігрову консоль Dreamcast. Пізніше Nixxes отримує додаткові замовлення від Crystal Dynamics на портування ігор, в тому числі на її основний бренд — Tomb Raider. З моменту придбання Eidos японським видавцем Square Enix також були додані замовлення від інших студій-розробників, включаючи основні бренди, такі як Deus Ex (для Eidos Montreal) і Hitman (для IO Interactive). Nixxes часто бере участь у проєктах з самого початку фази програмування і розробляє порти, паралельно погоджуючи процес з основною студією розробки для одночасного випуску.
За словами Кацмана в інтерв'ю у 2011 році, компанія не прагне до саморозвитку, тому що у Кацмана немає пристрасті до дизайну ігор і він зосереджений на технічному обслуговуванні.
На початку липня 2021 року стало відомо, що Nixxes Software була придбана компанією Sony за не розголошену суму коштів.

## Портовані проєкти
| Рік  | Назва                                | Платформи               | Розробник        |
| ---- | ------------------------------------ | ----------------------- | ---------------- |
| 2000 | Legacy of Kain: Soul Reaver          | Dreamcast               | Crystal Dynamics |
| 2001 | Legacy of Kain: Soul Reaver 2        | Windows                 | Crystal Dynamics |
| 2002 | Blood Omen 2: Legacy of Kain         | GameCube, Windows, Xbox | Crystal Dynamics |
| 2003 | Legacy of Kain: Defiance             | Windows, Xbox           | Crystal Dynamics |
| 2005 | Project Snowblind                    | Windows, Xbox           | Crystal Dynamics |
| 2006 | Tomb Raider: Legend                  | Windows, Xbox           | Crystal Dynamics |
| 2007 | Tomb Raider: Anniversary             | Windows                 | Crystal Dynamics |
| 2008 | Tomb Raider: Underworld              | PlayStation 3, Windows  | Crystal Dynamics |
| 2010 | Kane & Lynch 2: Dog Days             | Windows                 | IO Interactive   |
| 2010 | Lara Croft and the Guardian of Light | PlayStation 3, Windows  | Crystal Dynamics |
| 2011 | Deus Ex: Human Revolution            | Windows                 | Eidos Montreal   |
| 2012 | Hitman: Absolution                   | Windows                 | IO Interactive   |
| 2013 | Tomb Raider                          | PlayStation 3, Windows  | Crystal Dynamics |
| 2014 | Thief                                | Windows                 | Eidos Montreal   |
| 2015 | Rise of the Tomb Raider              | Xbox 360, Windows       | Crystal Dynamics |
| 2016 | Deus Ex: Mankind Divided             | Windows                 | Eidos Montreal   |
| 2018 | Shadow of the Tomb Raider            | Windows                 | Eidos Montreal   |
| 2020 | Marvel's Avengers                    | Windows                 | Crystal Dynamics |